# Šroub

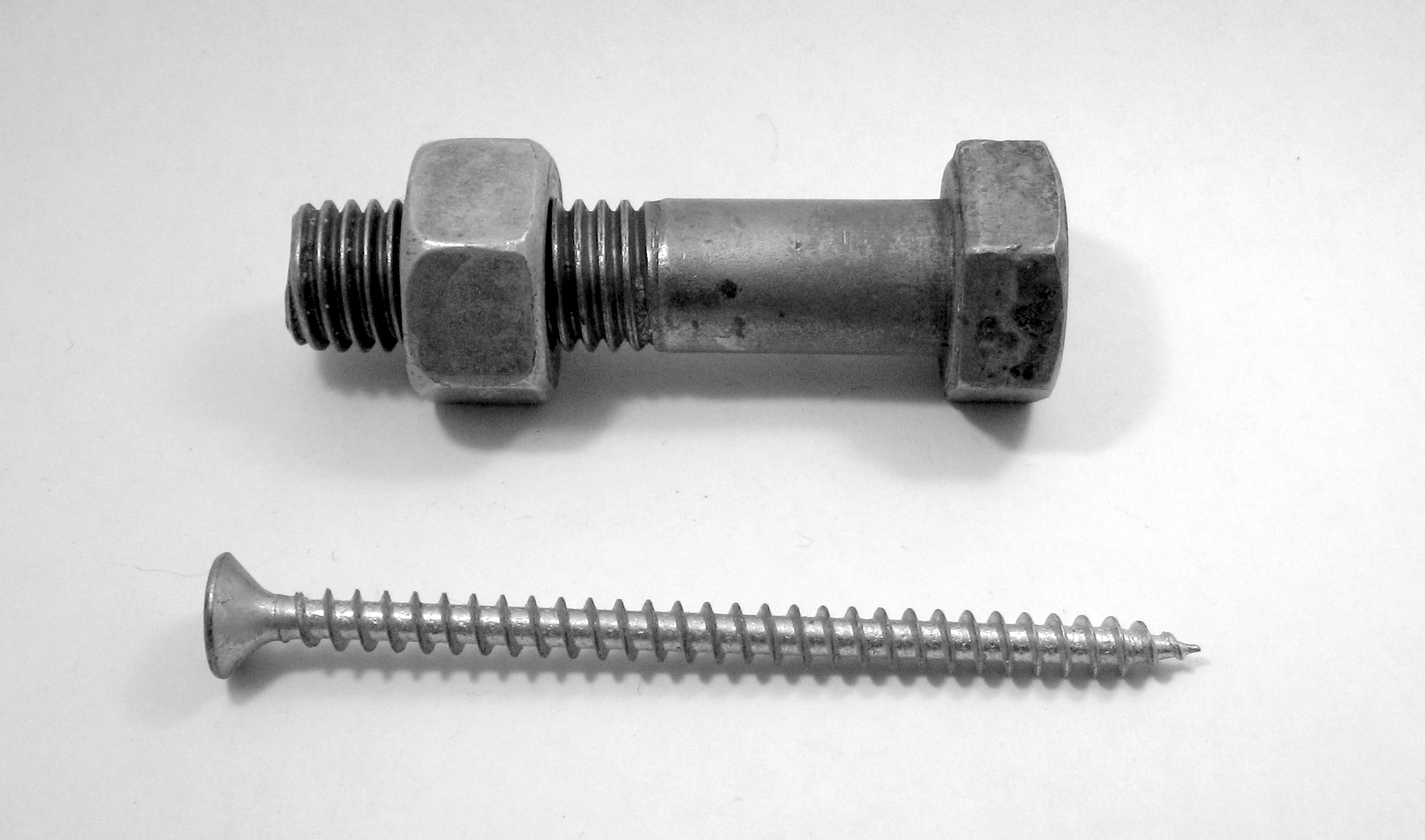
Šroub s maticí a vrut

Šroub  (z něm. Schraube) je typ spojovacího materiálu, součástka tvořená hlavou umožňující otáčení pomocí šroubováku nebo klíče a dříkem opatřeným vnějším závitem. Společně s maticí a případně podložkou umožňuje vytvořit rozebíratelný šroubový spoj. Šroub lze zašroubovat i do jiného otvoru opatřeného závitem, tím se liší od vrutu a samořezného šroubu, které se šroubují přímo do materiálu. Stavěcí šroub nemá hlavu a slouží podobně jako závlačka k zajištění.

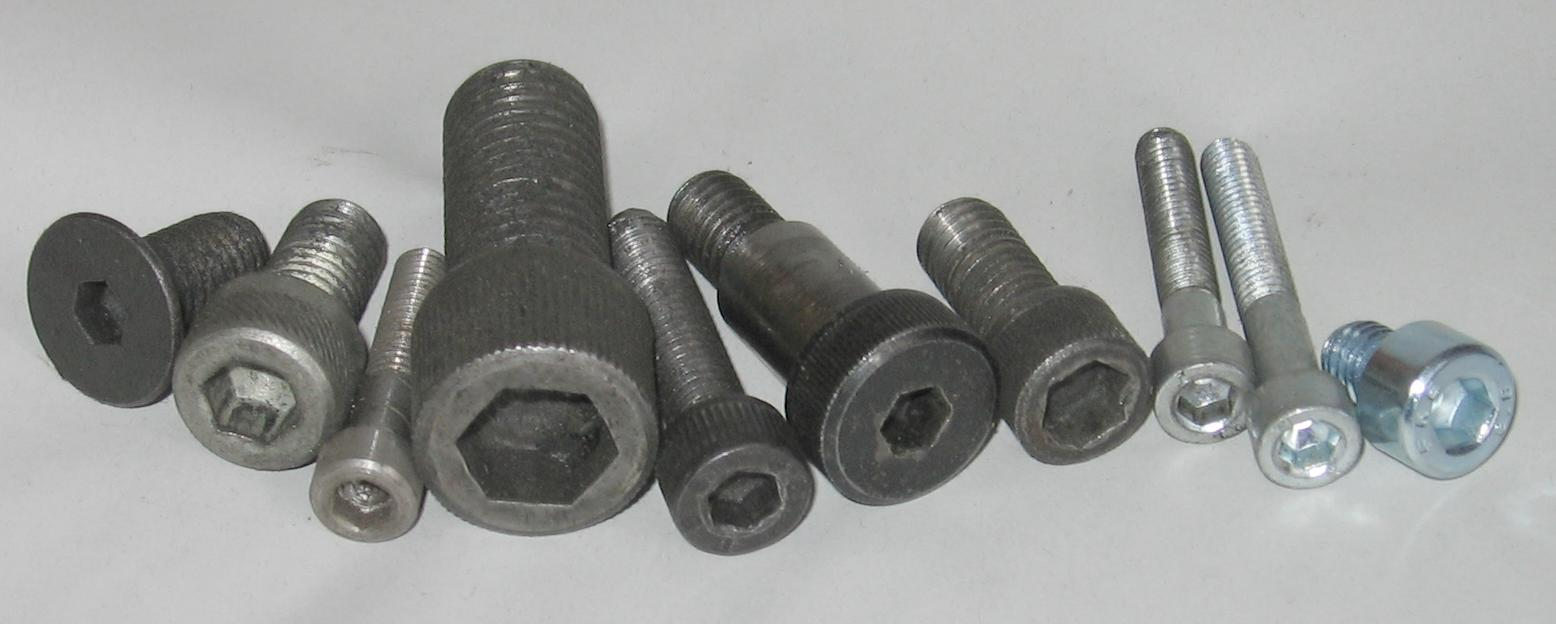
Různé inbusové šrouby

## Síla otáčení
Závit na šroubu (šroubovice) působí jako nakloněná rovina, obtočená kolem jeho dříku. Otáčením se šroub posouvá vůči matici nebo součásti s vnitřním závitem, a to s podstatně větší silou než jaká šroubem otáčí. Proto se šrouby užívají například u mechanických zvedáků, šroubových lisů a dalších zařízení, kde je třeba vyvinout velkou sílu. Závit běžných šroubů je samosvorný, takže šroubový spoj drží spojované součástky pohromadě velkou silou a trvale. Toho využívají například šroubové uzávěry. Jen tam, kde se součásti například trvale otřásají, jako v motorech, v letadlech a dopravních strojích, je nutno šroub i matici zajistit proti samovolnému povolení spoje.
Síla F1 potřebná k otáčení šroubu:
{\displaystyle F_{1}={\frac {F_{2}.d}{2\pi r}}}
kde F2 je síla, která posouvá šroub, d je výška jednoho závitu (stoupání) , r je poloměr šroubu. V praxi se ještě počítá s třením a veličina potřebná pro utažení (povolení) šroubu se udává jako krouticí moment.

## Jemný a přesný posuv
Otáčivý pohyb šroubu se převádí na daleko menší podélný posuv a díky tomu vyvozuje značnou sílu. Jedna otočka šroubu způsobí posuv o stoupání závitu, čehož lze využít k jemnému podélnému pohybu. Měřicí šroub mikrometru se každou otáčkou posune o 1 mm a je-li opatřen větší válcovou hlavou se stupnicí, dovoluje odměřovat setiny nebo i tisíciny milimetru. Posuvové šrouby obráběcích strojů umožňují přesné nastavení nástroje vůči obrobku a tím i přesnou výrobu.

## Technické vlastnosti
V technické praxi patří šroub mezi rozebíratelné spojovací součástky, ať už spolu s maticí nebo bez matice tvoří šroubový spoj. V případě, kdy ve spoji není použita matice, bývá šroub zašroubován (zavrtán) do otvoru se závitem.
Rozměry a materiály šroubů jsou dány mezinárodními standardy ISO, EN ISO, ASTM nebo národními např. ČSN, DIN nebo podnikovými normami (např. PN nebo LiAB).

### Typ hlavy

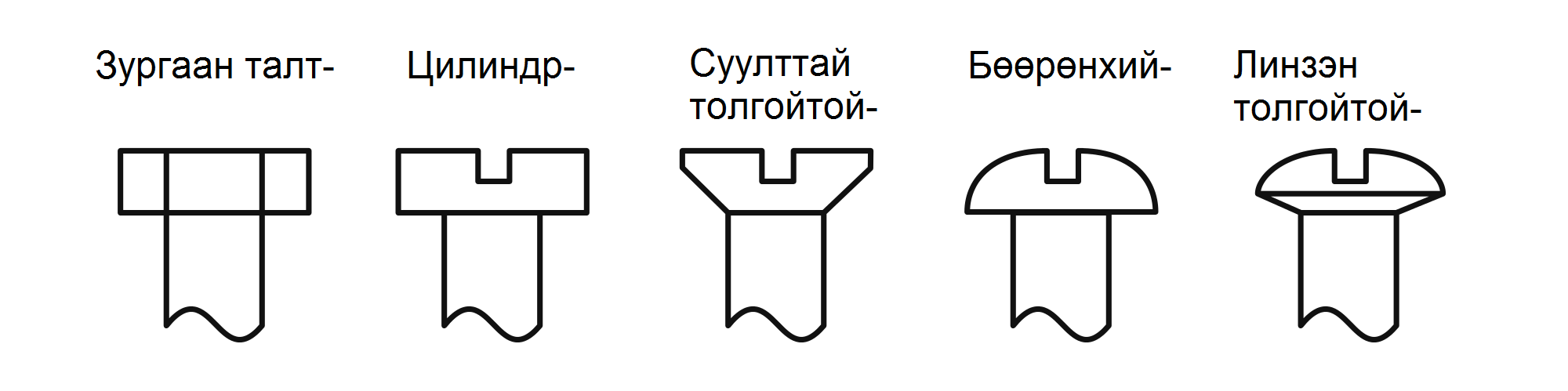
Hlava: šestihranná, válcová, zápustná, půlkulatá, čočková

Podle účelu se používají šrouby s různě upravenou hlavou. Pro malé průměry šroubů se nejčastěji používají hlavy s následujícími tvary
- se zapuštěnou hlavou,
- s čočkovou hlavou,
- s válcovou hlavou,
- s půlkulatou,
- šestihrannou
- ostatní typy (okrasné, vratové).

### Drážka

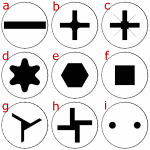
Typy drážek šroubů
(a) drážka pro plochý šroubovák
(b) křížový Phillips
(c) křížový Pozidriv
(d) Torx
(e) Inbus (šestihran)
(f) Robertson
(g) Tri-Wing
(h) Torq-Set
(i) Spanner head

Drážka je vnitřní prohlubeň v hlavě, do které se vkládá utahovací nástroj odpovídajícího tvaru. Dříve se používala jednoduchá (plochá) drážka, tedy zářez do hlavy šroubu, který ovšem vede nástroj jen jednom směru, kdežto ve směru drážky může nástroj vyklouznout. Pro lepší vedení a centrování nástroje, aby se dala použít větší síla a elektrické či pneumatické nástroje, používají se různě tvarované drážky, do nichž se nasadí nástroj (šroubovák) přesně odpovídajícího tvaru. Používají se různé drážky křížové (Phillips, Pozidriv atd.), vnitřní šestihran – inbus, šestiramenná hvězdice torx nebo specializované, firemní a bezpečnostní tvary, které nelze povolit běžnými nástroji.
Používají se i šrouby bez drážky, například u větších průměrů vnější šestihran (na maticový klíč) nebo plochá hlava se zápustným čtyřhranem do dřeva – vratový šroub. Pro bezpečnostní nerozebíratelné spoje se vyrábějí a používají šrouby se zvláštními úpravami hlav, například s ulamovací, utrhávací hlavou.

### Závit

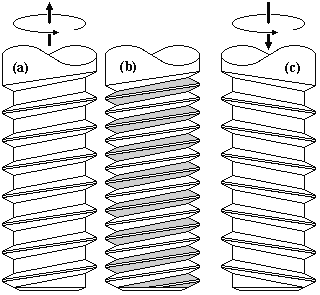
Závity
(a) pravotočivé
(b) vícechodé
(c) levotočivé

Podle účelu se používají šrouby s různými typy závitů např.:
- metrický – nejběžnější,
- palcový – UNC, UNF, UNEF, UNS (se závitem UNC 1/4 se lze setkat u běžných fotoaparátů a kamer, kde slouží pro připojení stativu, k témuž účelu se u větší studiové a zvukové techniky používá UNC 3/8), více Unifikovaný palcový závit
- Whitworth – nepoužívá se, proti palcovým UNC a UNF má mmj jiný tvar a úhel závitu (55° vs 60°) (k vidění může být na některých hodně starých vodoinstalacích, starých strojích a pod) má mnoho typů BSW, BSF, BSC ...
- trapézový (lichoběžníkový),
- oblý,
- pancéřový.

### Materiály
Podle účelu použití se šrouby a matice vyrábějí z různých materiálů. Jedny z nejběžnějších jsou šrouby z uhlíkových nebo legovaných ocelí v pevnostních třídách 4.6, 5.6, 5.8, 8.8, 10.9, 12.9. Pro šrouby z uhlíkových ocelí, se za účelem prodloužení životnosti spoje, používá k jejich ochraně různých povrchových úprav, často galvanické zinkování v různých odstínech od bílé, modré, žluté, olivové, černé atd., žárové zinkování, šeradování, dacromet, delta-ton, případně organické povlaky (nátěry).
Pro šrouby z korozivzdorných ocelí se používají materiály A1 až A5 (austenitické), F1 až F5 (feritické) a C1 až C5 (martenzitické). Pevnost je označena doplňkovou číslicí za pomlčkou.
Dále se používají šrouby z mosazi, ze slitin hliníku a také z plastů.
Pevnostní třídy šroubů uhlíkových ocelí podle ČSN EN ISO 898-1
Číslice před tečkou označuje mez pevnosti ve 100 MPa, číslice za tečkou pak mez kluzu jako procentní podíl k mezi pevnosti. Např. pro pevnostní třídu 4.6 je mez pevnosti 400 MPa a mez kluzu pak 400 MPa × 0,6 tj. 240 MPa.
Označení šroubů z korozivzdorných ocelí podle ČSN EN ISO 3506-1
Šrouby i matice se označují alfanumerickým kódem, který definuje chemické složení korozivzdorné oceli, po nich následuje pomlčka a číslo, které vyjadřuje desetinu meze pevnosti. Např. A4-70 označuje austenitický korozivzdorný materiál s mezí pevnosti 700 MPa.

## Únosnost šroubu
Šrouby jsou ve spojích namáhány tahem a smykem. Navrhování a výpočet šroubových spojů ocelových konstrukcí se provádí podle norem (Eurokódů) ČSN EN 1993-1-8 a podle ČSN EN 1999-1-1 pro šroubové spoje konstrukcí z hliníkových slitin.
Návrh pro tahové namáhání
{\displaystyle {\frac {F}{A_{S}}}\leq \sigma _{t}},
kde AS je průřez jádra šroubu (v závitu), F působící síla a {\displaystyle \sigma _{t}} je maximální dovolené napětí ve šroubu v tahu. Potřebná plocha jádra šroubu se tedy vypočítá jako
{\displaystyle A_{S}\geq {\frac {F}{\sigma _{t}}}}.
Z vypočtené plochy průřezu jádra šroubu AS se stanovuje potřebná velikost šroubu podle příslušné normy nebo katalogu výrobce.
Návrh pro smykové namáhání
Postup je shodný s návrhem pro tahové namáhání s rozdílem, že místo maximálně dovoleného napětí ve šroubu v tahu {\displaystyle \sigma _{t}} se použije maximální dovoleného napětí ve šroubu ve smyku {\displaystyle \sigma _{v}}.
Návrh pro kombinaci tahového a smykového namáhání
Posouzení šroubů pro kombinaci tahového a smykového namáhání se provádí v případě, že šroub bude namáhán oběma způsoby, tedy jak tahem tak smykem. Posouzení se provádí podle teorie plasticity např. Hüber–Mises–Hencky, Tresca aj.